# 比靈斯鎮區 (密歇根州)
比靈斯鎮區（英語：Billings Township）是位於美國密歇根州格拉德溫縣的一個行政鎮區。

## 地方資料
比靈斯鎮區的面積為60.06平方千米，當中陸地面積為55.84平方千米，而水域面積為0.22平方千米。根據2020年美國人口普查的數據，當地共有人口2318人，而人口密度為每平方千米38.59人。